# 13937 Roberthargraves
13937 Roberthargraves è un asteroide della fascia principale. Scoperto nel 1989, presenta un'orbita caratterizzata da un semiasse maggiore pari a 2,5401733 UA e da un'eccentricità di 0,2445020, inclinata di 29,64007° rispetto all'eclittica.